# Râul Vulcan
Râul Vulcanu este un curs de apă, afluent al râului Moldovița.

## Hărți
- Harta județului Suceava

## Legături externe
- pl Walkan în Dicționarul geografic al Regatului Poloniei și al altor țări slave, volum XII (Szlurpkiszki — Warłynka) 1892